# Taxidermy
Taxidermy è il primo album in studio del gruppo musicale britannico Queenadreena, pubblicato nel 2000.

## Tracce
1. Cold Fish – 2:08
2. Soda Dreamer – 3:39
3. I Adore You – 3:24
4. Yesterday's Hymn – 3:04
5. Pretty Polly – 5:10
6. Yemaya – 2:48
7. Madraykin – 3:58
8. X-ing Off the Days – 4:21
9. Hide from Time – 4:39
10. Friday's Child – 3:09
11. Sleepwalking – 4:22
12. Are the Songs My Disease? – 3:23
13. Weeds – 3:29

## Formazione
- KatieJane Garside – voce
- Crispin Gray – chitarra, glockenspiel, armonica, cori
- Dizzy Q – basso
- Steve Drew – batteria